# 中寨镇 (织金县)
中寨镇，是中华人民共和国贵州省毕节市织金县下辖的一个乡镇级行政单位。
2016年1月14日，贵州省人民政府批复同意撤销中寨乡建制，设置中寨镇，撤乡设镇后行政区域和政府驻地不变。

## 行政区划
中寨镇下辖以下地区：
羊场村、中寨村、响水村、核桃村、水头寨村、石龙村、青山村、普作村、石丫口村、沙坝村、金鹅村、大院村、岭岗村、小院村、铁厂村和马路村。